# Karl Kleist
Karl Kleist (1879-1960) foi um psiquiatra alemão.
Kleist recebeu sua venia legendi em 1909. Sua obra mais conhecida é Patologia cerebral (1934).
O Centro de Estudos e Pesquisas Karl Kleist na cidade de São Paulo tem seu nome.